# Text majoritari

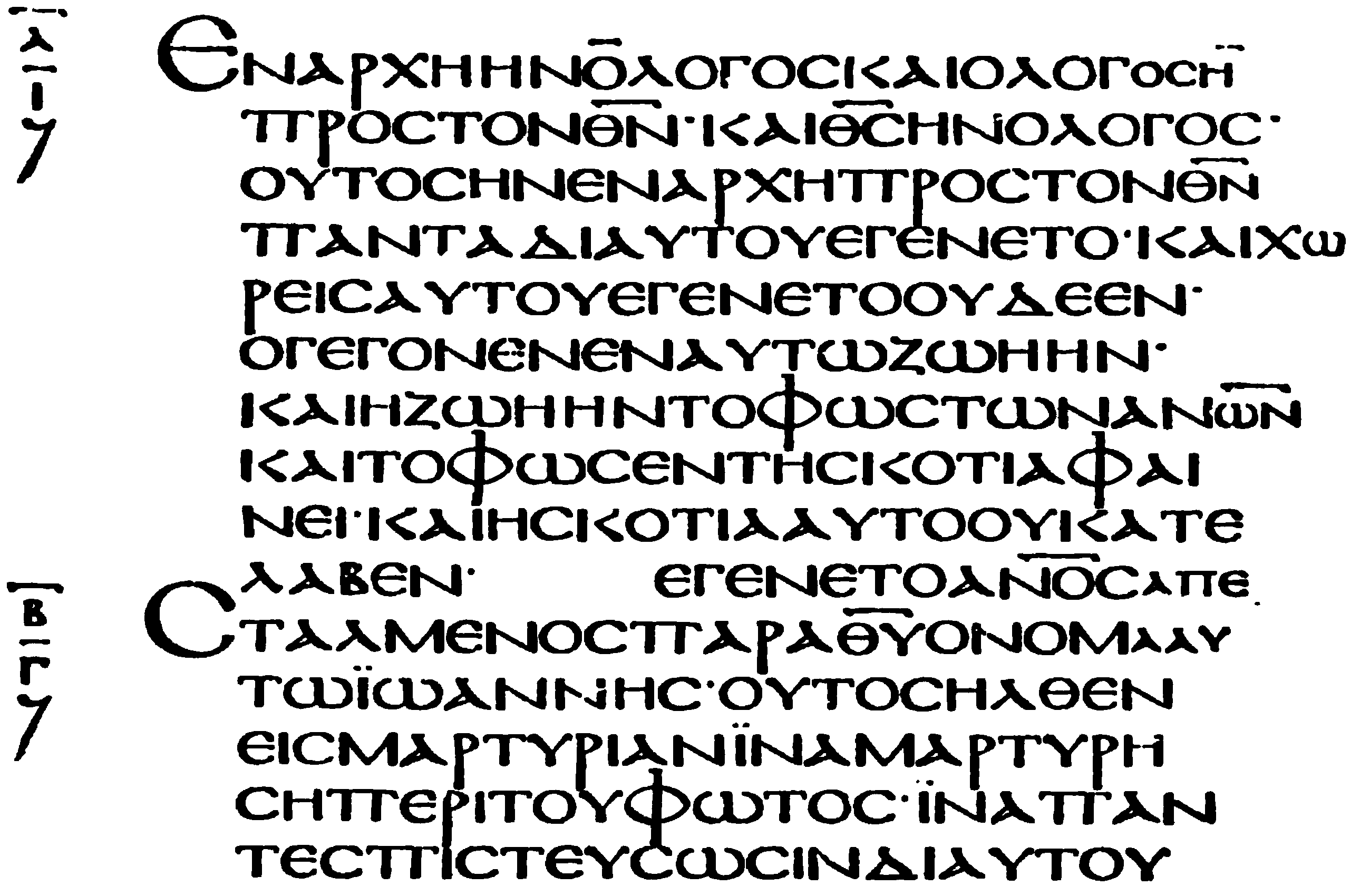
Evangeli de Joan 1,1-7, manuscrit del Codex Alexandrinus.

El text majoritari o text bizantí és un dels tipus de text que des de Griesbach (1775) i Michaelis (1802), els especialistes en crítica textual han identificat com un dels quatre grans tipus o famílies de textos del Nou Testament : Alexandrí, occidental, cesària i majoritari.

## Descripció
El text majoritari va ser transmès per la gran majoria dels manuscrits (80 %), incloent més de 5.500 manuscrits grecs existents, també anomenat Text Majoritari . Aquest text va ser utilitzat per Erasme i Robert Estienne per establir el text rebut (textus receptus). Això s'indica per {\displaystyle {\mathfrak {M}}} o Byz .
És la forma testificada en la majoria dels manuscrits que han sobreviscut, no en la majoria dels antics, encara que hi ha qui discuteix això, ja que hi ha traduccions i cites d'autors cristians que van del segle i cap endavant que al·ludeixen clarament en el Text Majoritari.
També el text del Nou Testament de l'Església Ortodoxa Grega, l'edició del Patriarcat de Constantinoble de 1904, es basa en aquest tipus de text. Encara que varia considerablemente, és també la base del text del Text de Rebut utilitzat per la majoria de les traduccions del Nou Testament en llengües vernacles en l'era de la Reforma.
Les traduccions modernes, principalment, usen edicions eclèctiques que s'ajusten amb freqüència al tipus textual alexandrí.
També hi han alguns crítics textuals com Maurice A. Robinson i Hodges que són favorables al text majoritari i han produït edicions crítiques del text majoritari del Nou Testament Grec. De la mateixa manera, aquest tipus textual va ser defensat, amb en algunes propostes diferents, al segle xix, per Dean John Burgon.
El text majoritari està representat per:
| Signe     | Nom                       | Data         | Contingut                     |
| A (02)    | Còdex Alexandrinus        | vs. 400      | Evangelis                     |
| C (04)    | Còdex Ephraemi Rescriptus | V e segle    | Evangelis                     |
| W(032)    | Còdex Washingtonianus     | V e segle    | Matt 1-28; Lluc 8.13–24.53    |
| P(024)    | Còdex Guelferbytanus A    | VI _ segle   | Evangelis                     |
| Q(026)    | Còdex Guelferbytanus B    | V e segle    | Luc-Jean                      |
| 061       | –                         | V e segle    | 1 Tim 3:15-16; 4:1-3; 6:2-8   |
| E e (07)  | Codex Basilensis          | VIII _ segle | Evangelis                     |
| F e (09)  | Còdex Borelianus          | IX _ segle   | Evangelis                     |
| G e (011) | Còdex Seidelianus I       | IX _ segle   | Evangelis                     |
| He (013)  | Còdex Seidelianus II      | IX _ segle   | Evangelis                     |
| L (020)   | Còdex Angelicus           | IX _ segle   | Actes, CE, Epístoles Paulines |
| V (031)   | Codex Mosquensis II       | IX _ segle   | Evangelis                     |
| Y (034)   | Codex Macedoniensis       | IX _ segle   | Evangelis                     |
| Θ(038)    | Còdex Coridethianus       | IX _ segle   | Evangelis (excepte Marc)      |
| S (028)   | Codex Vaticanus 354       | 949          | Evangelis                     |

## Altres manuscrits
- Papyrus 73
- Codex Mutinensis
- Codex Cyprius
- Campianus
- Petropolitanus Purp.
- Sinopensis
- Guelferbytanus A
- Guelferbytanus B
- Nitriensis
- Nanianus
- Monacensis
- Tischendorfianus IV
- Sangallensis
- Tischendorfianus III
- Petropolitanus
- Rossanensis
- Beratinus
- Lavrentis
- Dionysius
- Vaticanus 2066
- Onciale 047
- 049
- 052
- 053
- 054
- 055
- 056
- 061
- 063
- 064
- 065
- 0103
- 0104
- 0116
- 0120
- 0133
- 0134
- 0135
- 0136
- 0142
- 0151
- 0197
- 0211
- 0246
- 0248
- 0253
- 0255
- 0257
- 0265
- 0269 (mixte)
- 0272
- 0273 (?).
- Minuscule 113
- Minuscule 482

Mateu 15,6
- τον λογον — א a, B, D, Θ, 700, 892, 1230
- τον νομον — א *, C, 084, f 13, 1010
- την εντολην — K, L, W,